# Haplomitriales
A Haplomitriales (korábban Calobryales) egy növényi rend a májmohák törzséből és a Haplomitriopsida osztályból. A rendbe tartozó Haplomitrium nemzetség korábbi neve, illetve szinonimája a Calobryum. 
A rendbe csak egy család tartozik, a Haplomitriaceae, melybe csak egy jelenleg is élő nemzetség a Haplomitrium tartozik. 

## Rendszertan
- Rend: Haplomitriales Buch ex Schljakov 1972 (Calobryales Campbell ex Hamlin 1972)[1]
  - Család: Haplomitriaceae Dědeček 1884
    - Nemzetség: †Gessella Poulsen 1974
    - Nemzetség: Haplomitrium Nees 1833 nom. cons.

## Fordítás
- Ez a szócikk részben vagy egészben  a   Haplomitriales című angol Wikipédia-szócikk ezen változatának fordításán alapul.  Az eredeti cikk szerkesztőit annak laptörténete sorolja fel. Ez a jelzés csupán a megfogalmazás eredetét és a szerzői jogokat jelzi, nem szolgál a cikkben szereplő információk forrásmegjelöléseként.

## Külső hivatkozások
- Information on family Haplomitriaceae